# Edmund Dudley
Pour les articles homonymes, voir Dudley.
Edmund Dudley (vers 1462 – 17 août 1510) est un ministre d'Henri VII d'Angleterre. Coupable de multiples abus dans sa gestion des finances, il est démis de ses fonctions et condamné à mort.

## Biographie
Edmund Dudley est le fils de John Dudley d’Atherington et petit-fils du baron John Sutton. Après des études à l'université d'Oxford et à Gray's Inn, Dudley est distingué par le roi Henri VII, qui l'aurait choisi comme conseiller alors qu'il n'a que 23 ans. Il prend une grande part au traité d'Étaples conclu avec la France en 1493 et peu après conseille le roi dans le jugement des barons. Avec son collègue Richard Empson, il est l'âme du Council Learned in the Law, un tribunal d'exception chargé du recouvrement autoritaire des dettes contractées par les aristocrates du pays auprès du Trésor. Henri VII suivait lui-même de près le progrès des enquêtes et vérifiait minutieusement les comptes rendus des deux juges.
Dudley a été élu député de Lewes en 1491, et Chevalier du Comté pour le Sussex en 1495. En 1504, il est élu Président de la Chambre des communes. Dans l'exercice de la collecte des impôts, Dudley se met à détourner à son tour d'énormes sommes d'argent, avec lesquelles il s'achète des terres dans le Sussex, le Dorset, et le Lincolnshire. À la mort du roi Henri VII en avril 1509, Dudley est arrêté et inculpé de « trahison présumée » (Constructive theason). On lui reproche explicitement d'avoir appelé ses amis à s'armer au cours des dernières semaines de la maladie du monarque, mais la véritable raison de sa chute est l'impopularité que sa rapacité a déchaînée auprès des contribuables : c'est ainsi qu'il est démis de ses fonctions. Dudley entreprend de s'évader de la Tour de Londres, mais abandonne ce projet à l'annonce que le Parlement refuse de souscrire à son arrestation, croyant son amnistie prochaine ; mais Dudley et son collègue Empson sont exécutés le 17 août 1510 à Tower Hill. Il est enterré à la chapelle royale de Saint Pierre aux liens.
Au cours de sa détention, Dudley s'est attaché à regagner la faveur du nouveau roi par la composition d'un manifeste favorable à la monarchie absolue : The Tree of Commonwealth ; mais cet ouvrage n'est vraisemblablement jamais transmis à Henri VIII. Il en subsiste plusieurs éditions manuscrites : la plus ancienne a sans doute été préparée à la demande du fils de Dudley, le duc John Dudley ; une autre, tout aussi ancienne, est celle que John Stow a fait préparer en 1563 pour Robert Dudley.

## Familles et descendance
En premières noces, il épouse Anne Windsor, sœur d'Andrews Windsor, 1er baron Windsor, avec laquelle il a une fille :
- Elizabeth, épousa William Stourton, 7e baron Stourton.

Sa seconde femme Élisabeth Grey, est la fille d'Edward Grey, 1er vicomte Lisle, avec laquelle il a quatre enfants :
- John Dudley (1501 – 1553), 1er comte de Warwick et 1er duc de Northumberland ;
- Andrew Dudley ;
- Jerome Dudley ;
- Simon Dudley